# Carter Camp
Carter Camp (Pawnee (Oklahoma) 18 d'agost de 1941 – White Eagle, Oklahoma, 27 de desembre de 2013) fou un activista de l'American Indian Movement de la tribu Ponca. Camp va tenir un paper dirigent en el Camí dels Tractats Trencats de 1972 i fou un dels organitzadors de l'incident de Wounded Knee.
En els seus últims anys Camp es va oposar fermament a la construcció de l'oleoducte Keystone.

## Vida
Carter Augustus Camp era fill de Woodrow Camp i Jewell McDonald a Pawnee, Oklahoma, el 18 d'agost de 1941, el tercer de sis fills. El seu pare, Woodrow Camp, era un activista sindical.
Es va graduar el 1959 al Haskell Institute, ara conegut com a Haskell Indian Nations University, a Lawrence (Kansas).
Segons Casey Camp-Horinkek, el 1960–1963 va servir com a caporal a una unitat de l'Exèrcit dels Estats Units destinada a Berlín. Quan es llicencià va viure a Los Angeles on va treballar d'electricista en una fàbrica i exercint com a delegat sindical.
Ell i la seva esposa, Linda Carson Camp, van tenir sis fills, Kenny, Jeremy, Victorio, Mazhonaposhe, Ahmbaska, i Augustus.
Camp es va unir a l'American Indian Movement quan es va fundar el 1968, i organitzà els primers capítols de l'AIM a Kansas i Oklahoma. Amb l'AIM va ajudar a organitzar el Camí dels Tractats Trencats de 1972 portant una caravana arreu del país cap a Washington. Durant la caravana, Camp i Hank Adams, llavors president del Consell Nacional d'Esglésies, va escriure el document de Vint punts. La caravana culminà en l'ocupació de l'edifici del Bureau of Indian Affairs per l'AIM, i la presentació del document Vint Punts al BIA. Hank Adams, president del Consell Nacional d'Esglésies, fou coautor de l'innovador document resum "Vint punts" per presentar-lo als funcionaris del govern a Washington.
El 1973, va ajudar a organitzar l'incident de Wounded Knee, donant lloc al primer grup de membres d'AIM que es van apoderar d'un lloc comercial, tallaren les línies telefòniques, forçaren al personal de la Bureau of Indian Affairs a sortir de la ciutat, i van prendre 11 ostatges. Camp fou un dels primers organitzadors de l'ocupació, juntament amb Dennis Banks i Russell Means, i actuà com a portaveu de l'acció. Camp va signar finalment l'acord per posar fi a l'ocupació, encara que no tots els seus companys activistes ho van fer. Per les seves accions, va ser declarat culpable de "segrest, confinament, i colper quatre inspectors postals», i va complir de dos a tres anys a la presó. La germana de Camp, Casey Camp-Horinkek, qüestiona el suposat assalt.
Camp va ser elegit president d'AIM el 1973, però va ser expulsat poc després d'un conflicte polèmic amb el company líder d'AIM Clyde Bellecourt.
Després del seu temps a l'AIM, Camp va continuar el seu activisme. Durant més de vint anys fou organitzador i participant actiu en el Dansa del Sol anual que se celebra a la reserva índia de Rosebud, junt amb Leonard Crow Dog, qui també ha estat involucrat amb l'incident de Wounded Knee. també va organitzar una protesta contra una recreació de l'expedició de Lewis i Clark, i contra un bar de motoristes vora la seva reserva a Oklahoma.
Camp també va estar involucrat en una varietat d'accions ambientals, les protestes contra l'oleoducte Keystone i contra els abocadors de residus ubicats a les terres ameríndies.
Camp va morir a Oklahoma després d'un any de durada batalla contra el càncer. En 2009 va aparèixer en la producció de la PBS American Experience: We Shall Remain – Wounded Knee.